# Macaco del Tibet
El macaco del tibet (Macaca thibetana) és un primat de la família dels cercopitècids.
El cos fa 54-71 cm de llargada. Els mascles pesen 14-17 kg i les femelles 9-13 kg. La cua és curta, amb una llargada de només 4-14 cm.
El cos és de color marró grisenc, mentre que la part galba del musell és rosa (més pàl·lid en les femelles).
El macaco del Tibet viu al sud de la Xina. El seu àmbit de distribució s'estén per l'est del Tibet, Sichuan, Yunnan i Guangdong.
El seu hàbitat són boscos pluvials o de muntanya, on viu a altituds de fins a més de 2.000 msnm.